# Замосць-Старий
Замосць-Старий (пол. Zamość Stary) — село в Польщі, у гміні Пшиленк Зволенського повіту Мазовецького воєводства.
Населення — 220 осіб (2011).
У 1975-1998 роках село належало до Радомського воєводства.

## Демографія
Демографічна структура станом на 31 березня 2011 року:
|          | Загалом | Допрацездатний вік | Працездатний вік | Постпрацездатний вік |
| -------- | ------- | ------------------ | ---------------- | -------------------- |
| Чоловіки | 117     | 19                 | 84               | 14                   |
| Жінки    | 103     | 16                 | 61               | 26                   |
| Разом    | 220     | 35                 | 145              | 40                   |